# Forstturm
Der Forstturm ist ein Kriegerdenkmal mit begehbarer Aussichtsplattform im Jenaer Forst und wurde im Jahr 1874 zu Ehren der Gefallenen des Jenaer Bataillons (3. Bataillon des 5. Thüringischen Infanterie-Regimentes Nr. 94) im Deutsch-Französischen Krieg errichtet. Der 25 m hohe Turm aus unregelmäßigem Kalksteinmauerwerk besteht aus einem achteckigen Unterbau mit vorspringenden Stützpfeilern und Umgang, darauf befindet sich ein kleiner Rundturm mit Zinnenkranz. Auf acht Metallplatten befinden sich die Namen der Gefallenen.

## Geschichte
Am 18. Juni 1871 fand die Grundsteinlegung als Höhepunkt des Friedensfestes anlässlich der Beendigung des Deutsch-Französischen Krieges statt. Exakt drei Jahre später wurde der Turm eingeweiht. Seit 1885 ist der Forstturm in städtischer Verwaltung. 1958 wurde der Turm für die Öffentlichkeit geschlossen und als Sendeturm genutzt. 2009 erfolgte eine Sanierung um das Denkmal wieder begehbar zu machen.